# Lomelosia kurdica
Lomelosia kurdica är en tvåhjärtbladig växtart som först beskrevs av George Edward Post, och fick sitt nu gällande namn av W. Greuter och Burdet. Lomelosia kurdica ingår i släktet Lomelosia och familjen Dipsacaceae. Inga underarter finns listade i Catalogue of Life.